# Ahvenjärvi (sjö i Finland, Kajanaland, lat 64,48, long 27,63)
Ahvenjärvi är en sjö i Finland. Den ligger i kommunen Paldamo i landskapet Kajanaland, i den centrala delen av landet, 500 km norr om huvudstaden Helsingfors. Ahvenjärvi ligger 187 meter över havet. Arean är 19,3 hektar och strandlinjen är 1,94 kilometer lång. Sjön  ingår i Uleälvens huvudavrinningsområde. 